# ریمیکس (آلبوم آریانا گرانده)
ریمیکس (انگلیسی: The Remix) (تلطیف‌شده با عنوان アリアナ・グランデ: THE REMIX) نخستین آلبوم ریمیکس از خواننده آمریکایی آریانا گرانده است. این آلبوم شامل پانزده ریمیکس از تک‌آهنگ‌های او از دو آلبوم استودیویی نخست و دوم او، ارادتمند شما (۲۰۱۳) و همه‌چیز من (۲۰۱۴) است. آلبوم در ۲۵ مه ۲۰۱۵ به‌طور انحصاری در ژاپن منتشر شد و در جدول آلبوم‌های اوریکان به رتبه سی و دو رسید.

## فهرست قطعه‌ها
| شماره | نام                                      | ریمیکس                      | مدت  |
| ----- | ---------------------------------------- | --------------------------- | ---- |
| ۱.    | «راه» (همراه با مک میلر)                 | Sidney Samson remix         | ۵:۱۹ |
| ۲.    | «دقیقاً آنجا» (همراه با بیگ شان)          | میکس رادیوئی 7th Heaven     | ۴:۰۴ |
| ۳.    | «دقیقاً آنجا» (همراه با بیگ شان)          | ادیت رادیوئی Ralphi Rosario | ۳:۴۷ |
| ۴.    | «عزیز من»                                | Cosmic Dawn radio edit      | ۳:۵۹ |
| ۵.    | «عزیز من»                                | A Director's Cut radio edit | ۳:۴۸ |
| ۶.    | «مشکل» (همراه با ایگی آزیلیا)            | Wayne G radio edit          | ۳:۰۸ |
| ۷.    | «مشکل» (همراه با ایگی آزیلیا)            | Dave Audé twerk edit        | ۳:۱۵ |
| ۸.    | «مشکل» (همراه با ایگی آزیلیا)            | Dawin remix                 | ۳:۲۵ |
| ۹.    | «خلاصی» (همراه با زد)                    | زد اکستندد میکس             | ۴:۵۵ |
| ۱۰.   | «بنگ بنگ» (همراه با جسی جی و نیکی میناژ) | ریمیکس Dada Life            | ۳:۳۵ |
| ۱۱.   | «بنگ بنگ» (همراه با جسی جی و نیکی میناژ) | ریمیکس جاستین دیدو بلائو    | ۳:۰۶ |
| ۱۲.   | «مرا سخت‌تر دوست بدار» (همراه با د ویکند) | Kassiano remix              | ۳:۳۷ |
| ۱۳.   | «مرا سخت‌تر دوست بدار» (همراه با د ویکند) | Gregor Salto Amsterdam mix  | ۴:۱۵ |
| ۱۴.   | «مرا سخت‌تر دوست بدار» (همراه با د ویکند) | DJ Class remix              | ۳:۲۹ |
| ۱۵.   | «بار آخر»                                | Gazzo remix                 | ۴:۰۶ |

## جدول‌ها
| جدول (۲۰۱۵)              | اوج موقعیت |
| ------------------------ | ---------- |
| آلبوم‌های ژاپنی (اوریکون) | ۳۲         |

## تاریخچه انتشار
| منطقه | تاریخ       | فرمت           | ناشر     | منابع |
| ----- | ----------- | -------------- | -------- | ----- |
| ژاپن  | ۲۵ مه ۲۰۱۵  | دانلود دیجیتال | ریپابلیک | [ ۱ ] |
| ژاپن  | ۳ ژوئن ۲۰۱۵ | سی‌دی           | ریپابلیک | [ ۴ ] |